# Mistrovství Evropy ve fotbale žen 2013
Mistrovství Evropy ve fotbale žen 2013 se konalo od 10. července do 28. července 2013 ve Švédsku. Turnaj, pořádaný pod patronací UEFA byl jedenáctým v historii. Odehrával se ve městech Göteborg, Halmstad, Växjö, Kalmar, Linköping, Norrköping a Solna. Vítězství obhájila reprezentace Německa.

## Skupinová fáze
| Vysvětlivky | Vysvětlivky                                                                                         |
| ----------- | --------------------------------------------------------------------------------------------------- |
|             | První dva týmy z každé skupiny a dva nejlepší týmy na třetích místech postoupily do vyřazovací fáze |

### Skupina A
| Tým     | Z | V | R | P | VG | IG | +/− | B |
| ------- | - | - | - | - | -- | -- | --- | - |
| Švédsko | 3 | 2 | 1 | 0 | 9  | 2  | +7  | 7 |
| Itálie  | 3 | 1 | 1 | 1 | 3  | 4  | −1  | 4 |
| Dánsko  | 3 | 0 | 2 | 1 | 3  | 4  | −1  | 2 |
| Finsko  | 3 | 0 | 2 | 1 | 1  | 6  | −5  | 2 |

| 10. července 2013 18:00 |        |        |                                                                |
| Itálie                  | 0-0    | Finsko | Örjans Vall, Halmstad diváci: 3 011 rozhodčí: Teodora Albonová |
|                         | Report |        | Örjans Vall, Halmstad diváci: 3 011 rozhodčí: Teodora Albonová |

| 10. července 2013 20:30 |        |                |                                                                      |
| Švédsko                 | 1-1    | Dánsko         | Gamla Ullevi, Göteborg diváci: 16 128 rozhodčí: Bibiana Steinhausová |
| Fischerová 36'          | Report | Gajhedeová 26' | Gamla Ullevi, Göteborg diváci: 16 128 rozhodčí: Bibiana Steinhausová |

| 13. července 2013 18:00       |        |                 |                                                                 |
| Itálie                        | 2–1    | Dánsko          | Örjans Vall, Halmstad diváci: 2 190 rozhodčí: Esther Staubliová |
| Gabbiadiniová 55' Maurová 60' | Report | Brogaardová 66' | Örjans Vall, Halmstad diváci: 2 190 rozhodčí: Esther Staubliová |

| 13. července 2013 20:30 |        |                                                        |                                                                       |
| Finsko                  | 0–5    | Švédsko                                                | Gamla Ullevi, Göteborg diváci: 16 414 rozhodčí: Cristina Dorciomanová |
|                         | Report | Fischerová 15', 36' Asllaniová 38' Schelinová 60', 87' | Gamla Ullevi, Göteborg diváci: 16 414 rozhodčí: Cristina Dorciomanová |

| 16. července 2013 20:30                           |        |                   |                                                                  |
| Švédsko                                           | 3–1    | Itálie            | Örjans Vall, Halmstad diváci: 7 288 rozhodčí: Katalin Kulcsárová |
| Manieriová 47' (vl.) Schelinová 49' Öqvistová 57' | Report | Gabbiadiniová 78' | Örjans Vall, Halmstad diváci: 7 288 rozhodčí: Katalin Kulcsárová |

| 16. července 2013 20:30 |        |                |                                                                   |
| Dánsko                  | 1–1    | Finsko         | Gamla Ullevi, Göteborg diváci: 8 360 rozhodčí: Kateryna Monzulová |
| Brogaardová 29'         | Report | Sjölundová 87' | Gamla Ullevi, Göteborg diváci: 8 360 rozhodčí: Kateryna Monzulová |

### Skupina B
| Tým        | Z | V | R | P | VG | IG | +/− | B |
| ---------- | - | - | - | - | -- | -- | --- | - |
| Norsko     | 3 | 2 | 1 | 0 | 3  | 1  | +2  | 7 |
| Německo    | 3 | 1 | 1 | 1 | 3  | 1  | +2  | 4 |
| Island     | 3 | 1 | 1 | 1 | 2  | 4  | −2  | 4 |
| Nizozemsko | 3 | 0 | 1 | 2 | 0  | 2  | −2  | 1 |

| 11. července 2013 18:00 |        |                            |                                                                     |
| Norsko                  | 1-1    | Island                     | Guldfågeln Arena, Kalmar diváci: 3 867 rozhodčí: Katalin Kulcsárová |
| Heglandová 26'          | Report | Vidarsdóttirová 87' (pen.) | Guldfågeln Arena, Kalmar diváci: 3 867 rozhodčí: Katalin Kulcsárová |

| 11. července 2013 20:30 |        |            |                                                                    |
| Německo                 | 0-0    | Nizozemsko | Myresjöhus Arena, Växjö diváci: 8 861 rozhodčí: Silvia Spinelliová |
|                         | Report |            | Myresjöhus Arena, Växjö diváci: 8 861 rozhodčí: Silvia Spinelliová |

| 14. července 2013 18:00 |        |            |                                                                   |
| Norsko                  | 1–0    | Nizozemsko | Guldfågeln Arena, Kalmar diváci: 4 256 rozhodčí: Teodora Albonová |
| Gulbrandsenová 54'      | Report |            | Guldfågeln Arena, Kalmar diváci: 4 256 rozhodčí: Teodora Albonová |

| 14. července 2013 20:30 |        |                                 |                                                                    |
| Island                  | 0–3    | Německo                         | Myresjöhus Arena, Växjö diváci: 4 620 rozhodčí: Kirsi Heikkinenová |
|                         | Report | Lotzenová 24' Mbabiová 55', 84' | Myresjöhus Arena, Växjö diváci: 4 620 rozhodčí: Kirsi Heikkinenová |

| 17. července 2013 18:00 |        |                  |                                                                     |
| Německo                 | 0–1    | Norsko           | Guldfågeln Arena, Kalmar diváci: 10 346 rozhodčí: Esther Staubliová |
|                         | Report | Isaksenová 45+1' | Guldfågeln Arena, Kalmar diváci: 10 346 rozhodčí: Esther Staubliová |

| 17. července 2013 18:00 |        |                       |                                                                       |
| Nizozemsko              | 0–1    | Island                | Myresjöhus Arena, Växjö diváci: 3 406 rozhodčí: Cristina Dorciomanová |
|                         | Report | Brynjarsdóttirová 30' | Myresjöhus Arena, Växjö diváci: 3 406 rozhodčí: Cristina Dorciomanová |

### Skupina C
| Tým       | Z | V | R | P | VG | IG | +/− | B |
| --------- | - | - | - | - | -- | -- | --- | - |
| Francie   | 3 | 3 | 0 | 0 | 7  | 1  | +6  | 9 |
| Španělsko | 3 | 1 | 1 | 1 | 4  | 4  | 0   | 4 |
| Rusko     | 3 | 0 | 2 | 1 | 3  | 5  | −2  | 2 |
| Anglie    | 3 | 0 | 1 | 2 | 3  | 7  | −4  | 1 |

| 12. července 2013 18:00            |        |                |                                                                   |
| Francie                            | 3–1    | Rusko          | Nya Parken, Norrköping diváci: 2 980 rozhodčí: Jenny Palmqvistová |
| Delieová 21', 33' Le Sommerová 67' | Report | Morozovová 84' | Nya Parken, Norrköping diváci: 2 980 rozhodčí: Jenny Palmqvistová |

| 12. července 2013 20:30   |        |                                                |                                                                       |
| Anglie                    | 2–3    | Španělsko                                      | Arena Linköping, Linköping diváci: 5 190 rozhodčí: Kateryna Monzulová |
| Aluková 8' Bassettová 89' | Report | Boqueteová 4' Hermosoová 85' Putellasová 90+3' | Arena Linköping, Linköping diváci: 5 190 rozhodčí: Kateryna Monzulová |

| 15. července 2013 18:00 |        |                 |                                                                         |
| Anglie                  | 1–1    | Rusko           | Arena Linköping, Linköping diváci: 3 629 rozhodčí: Bibiana Steinhausová |
| Dugganová 90+2'         | Report | Korovkinová 38' | Arena Linköping, Linköping diváci: 3 629 rozhodčí: Bibiana Steinhausová |

| 15. července 2013 20:30 |        |              |                                                                  |
| Španělsko               | 0–1    | Francie      | Nya Parken, Norrköping diváci: 5 068 rozhodčí: Carina Vitulanová |
|                         | Report | Renardová 5' | Nya Parken, Norrköping diváci: 5 068 rozhodčí: Carina Vitulanová |

| 18. července 2013 20:30                    |        |        |                                                                       |
| Francie                                    | 3–0    | Anglie | Arena Linköping, Linköping diváci: 7 332 rozhodčí: Kirsi Heikkinenová |
| Le Sommerová 9' Nécibová 62' Renardová 64' | Report |        | Arena Linköping, Linköping diváci: 7 332 rozhodčí: Kirsi Heikkinenová |

| 18. července 2013 20:30 |        |                |                                                                   |
| Rusko                   | 1–1    | Španělsko      | Nya Parken, Norrköping diváci: 2 157 rozhodčí: Jenny Palmqvistová |
| Terechovová 44'         | Report | Boqueteová 14' | Nya Parken, Norrköping diváci: 2 157 rozhodčí: Jenny Palmqvistová |

### Žebříček týmů na třetích místech
Dva nejlepší týmy na třetích místech postoupily do čtvrtfinále.
| Skupina | Tým    | Z | V | R | P | VG | IG | +/− | B |
| ------- | ------ | - | - | - | - | -- | -- | --- | - |
| B       | Island | 3 | 1 | 1 | 1 | 3  | 4  | −1  | 4 |
| A       | Dánsko | 3 | 1 | 1 | 1 | 2  | 4  | −2  | 4 |
| C       | Rusko  | 3 | 0 | 2 | 1 | 3  | 5  | −2  | 2 |

## Vyřazovací fáze
|  | Čtvrtfinále              | Čtvrtfinále               |                         |       | Semifinále | Semifinále |  |  | Finále | Finále |
|  | 21. července – Halmstad  |                           |                         |       |            |            |  |  |        |        |
|  |                          |                           |                         |       |            |            |  |  |        |        |
|  | Švédsko                  | 4                         |                         |       |            |            |  |  |        |        |
|  | Švédsko                  | 4                         | 24. července – Göteborg |       |            |            |  |  |        |        |
|  | Island                   | 0                         |                         |       |            |            |  |  |        |        |
|  | Island                   | 0                         | Švédsko                 | 0     |            |            |  |  |        |        |
|  | 21. července – Växjö     |                           | Švédsko                 | 0     |            |            |  |  |        |        |
|  |                          | Německo                   | 1                       |       |            |            |  |  |        |        |
|  | Itálie                   | Německo                   | 1                       | 0     |            |            |  |  |        |        |
|  | Itálie                   |                           | 28. července – Solna    | 0     |            |            |  |  |        |        |
|  | Německo                  | 1                         |                         |       |            |            |  |  |        |        |
|  | Německo                  | 1                         | Německo                 | 1     |            |            |  |  |        |        |
|  | 22. července – Kalmar    |                           | Německo                 | 1     |            |            |  |  |        |        |
|  |                          | Norsko                    | 0                       |       |            |            |  |  |        |        |
|  | Norsko                   | Norsko                    | 0                       | 3     |            |            |  |  |        |        |
|  | Norsko                   | 25. července – Norrköping |                         | 3     |            |            |  |  |        |        |
|  | Španělsko                | 1                         |                         |       |            |            |  |  |        |        |
|  | Španělsko                | 1                         | Norsko                  | 1 (4) |            |            |  |  |        |        |
|  | 22. července – Linköping |                           | Norsko                  | 1 (4) |            |            |  |  |        |        |
|  |                          | Dánsko (pen.)             | 1 (2)                   |       |            |            |  |  |        |        |
|  | Francie                  | Dánsko (pen.)             | 1 (2)                   | 1 (2) |            |            |  |  |        |        |
|  | Francie                  |                           |                         | 1 (2) |            |            |  |  |        |        |
|  | Dánsko (pen.)            | 1 (4)                     |                         |       |            |            |  |  |        |        |
|  | Dánsko (pen.)            | 1 (4)                     |                         |       |            |            |  |  |        |        |

### Čtvrtfinále
| 21. července 2013 15:00                                |        |        |                                                                  |
| Švédsko                                                | 4-0    | Island | Örjans Vall, Halmstad diváci: 7 468 rozhodčí: Kirsi Heikkinenová |
| M. Hammarströmová 3' Öqvistová 14' Schelinová 19', 59' | Report |        | Örjans Vall, Halmstad diváci: 7 468 rozhodčí: Kirsi Heikkinenová |

| 21. července 2013 18:00 |        |                |                                                                    |
| Itálie                  | 0-1    | Německo        | Myresjöhus Arena, Växjö diváci: 9 265 rozhodčí: Katalin Kulcsárová |
|                         | Report | Laudehrová 26' | Myresjöhus Arena, Växjö diváci: 9 265 rozhodčí: Katalin Kulcsárová |

| 22. července 2013 18:00                                  |        |                |                                                                        |
| Norsko                                                   | 3–1    | Španělsko      | Guldfågeln Arena, Kalmar diváci: 10 435 rozhodčí: Bibiana Steinhausová |
| Gulbrandsenová 24' Paredesová 43' (vl.) Hegerbergová 64' | Report | Hermosvá 90+3' | Guldfågeln Arena, Kalmar diváci: 10 435 rozhodčí: Bibiana Steinhausová |

| 22. července 2013 20:45 |          |                  |                                                                      |
| Francie                 | Zápas 22 | Dánsko           | Arena Linköping, Linköping diváci: 7 448 rozhodčí: Carina Vitulanová |
| Nécibová 71' (pen.)     | Report   | Rasmussenová 28' | Arena Linköping, Linköping diváci: 7 448 rozhodčí: Carina Vitulanová |

|                                             |     | Penaltový rozstřel                                                  |  |
| Nécibová Thineyová Le Sommerová Delannoyová | 2-4 | Røddik Hansenová Rydahl Bukhová Nadimová Nielsenová Arnth Jensenová |  |

### Semifinále
| 24. července 2013 20:30 |        |                 |                                                                   |
| Švédsko                 | 0-1    | Německo         | Gamla Ullevi, Göteborg diváci: 16 608 rozhodčí: Esther Staubliová |
|                         | Report | Marozsánová 33' | Gamla Ullevi, Göteborg diváci: 16 608 rozhodčí: Esther Staubliová |

| 25. července 2013 20:30 |        |                        |                                                                   |
| Norsko                  | 1–1    | Dánsko                 | Nya Parken, Norrköping diváci: 9 260 rozhodčí: Kateryna Monzulová |
| Christensenová 3'       | Report | Gajhede Knudsenová 87' | Nya Parken, Norrköping diváci: 9 260 rozhodčí: Kateryna Monzulová |

|                                                  |     | Penaltový rozstřel                               |  |
| Gulbrandsenová Dekkerhusová Rønningová Mjeldeová | 4–2 | Røddik Hansenová Nielsenová Nadimová Brogaardová |  |

### Finále
| 28. července 2013 16:00 |        |        |                                                                     |
| Německo                 | 1–0    | Norsko | Friends Arena, Solna diváci: 41 301 rozhodčí: Cristina Dorciomanová |
| Mittagová 49'           | Report |        | Friends Arena, Solna diváci: 41 301 rozhodčí: Cristina Dorciomanová |